# Лянцкоронский, Кароль
Граф Кароль Антоний Леон Людвик Лянцкоронский (4 июня 1848, Вена — 15 июля 1933, Вена) — польский искусствовед, писатель и путешественник. 
Владелец имений в Восточной Галиции (Роздол, Комарно, Ягельница) и Царстве Польском (Водзислав под Енджеювом) и Штирии (Фрауенвальд).

## Биография
Единственный сын графа Казимира Лянцкоронского (1802—1874) от брака с графиней Леонией Вандой Потоцкой (1821—1893). Внук русского дипломата графа Льва Потоцкого и правнук мемуаристки графини В. Н. Головиной. После окончания гимназии учился в Венском университете (1866—1870), где в 1870 году получил степень доктора права.
В молодости граф много путешествовал по Европе, а также вдоль африканского и азиатского побережья Средиземного моря. Много путешествовал по Италии и стал выдающимся знатоком итальянского искусства. В 1882 году он принял участие в экспедиции австрийского археолога Отто Бенндорфа к Лидию в Малой Азии (Османская империя). 
Через два года он организовал и финансировал большую научную экспедицию в Памфилию и Писидию (также в Малой Азии). В этой экспедиции, кроме немецко-австрийских археологов (Петерсен, Бенндорф, Лушан), приняли участие профессор истории искусства Ягеллонского университета Марьян Соколовский, а также друг Лянцкоронского, художник Яцек Мальчевский.
В 1885 году состоялась следующая экспедиция в Памфилию и Писидию, организованная Каролем Лянцкоронским. Благодаря этим экспедициям были исследованы и описаны руины древних городов со времен Римской империи. Результаты исследований были изданы Лянцкоронским в книге под названием «Города Памфилии и Писидии», которую перевели на немецкий, польский и французский языки (польская версия, т. I—II, Краков 1890 и 1896). В 1888—1889 годах граф Кароль Лянцкоронский путешествует вокруг света, задерживался в Индии и Японии, где занимался исследованием местного искусства. Обширный дневник этого путешествия был издан на немецком, а следующий — на польском языке («Naookolo ziemi 1888—1889», Kr.1896). Большая заслуга Лянцкоронского заключалась в доведении до реставрации знаменитой раннехристианской-римской базилики в городе Аквилея в северо-восточной Италии и издание иллюстрированной монографии о спасенном памятнике («Dom von Aquileia» Wien 1906).

## Общественная деятельность. Коллекционирование
Стараниями графа Кароля Лянцкоронского также мы обязаны сохранению памятников искусства в Вене и Польше. В Польше интерес Лянцкоронского был сконцентрирован на деле реставрации Вавеля. Под конец XIX века он стал членом попечительского комитета над восстановлением Вавельский кафедры, для которой заказал саркофаг королевы Ядвиги, выполненный в 1901 году Антонием Мадейским.
Коллекционировал скульптуры и керамические изделия древних греков и римлян. Из путешествия вокруг света привез древнеиндийские, китайские и японские произведения искусства. Собрал много польских произведений искусства, в том числе несколько портретов работы Марчелло Баччарелли (пол. Bacciarellego), коллекция семейных портретов Жевуских, Лянцкоронских и Потоцких, картины и рисунки Петра Михаловского, Артура Гроттгера, Яна Матейко, Яцека Мальчевского, Казимежа Похвальского. В 1892—1894 годах на средства Лянцкоронского в Вене построен показной дворец в стиле необарокко, в котором хранилась его коллекция. Вне Вены граф Лянцкоронский собирал произведения искусства и в своей летней резиденции в Роздоле.
Принимал активное участие в заседаниях Польского коло в австрийском парламенте, был председателем комитета по восстановлению польского костела на ул. Rennweg в Вене, открытого в 1898 году. Преподнес Кабинету искусств и археологии Ягеллонского университета гипсовые отливы итальянских скульптур эпохи ренессанса, а Академии Искусств в Риме — собрание нескольких тысяч фоторепродукций произведений искусства. В 1891 году был избран членом-корреспондентом Академии Искусств, в 1907 ему было присвоено звание доктора honoris causa («рати почёта») Ягеллонского университета. Лянцкоронский также был членом Академии наук в Вене, и доктором honoris causa Берлинского университета. В 1903 году ему было пожалован Орден золотого Руна, а в начале 1914 года — получил номинацию Великого Вахмистра (Oberstkammerer), это был самый высокий дворцовый сан.
После окончания Первой мировой войны и распада Австро-Венгрии Кароль Лянцкоронский остается в Вене. В 1918 году вместе с бывшим министром для Галиции Казимиром Хлендовським, бывшим шефом императорской канцелярии Яном Левицьким и журналистом Бернардом Шарлиттом, вошел в состав комиссии, созданной во время последней войны.
Умер 15 июля 1933 года в Вене.

## Семья и дети
Лянцкоронский был трижды женат:
1-я жена с 8 сентября 1878 года принцесса Мария Леопольдина цу Зальм-Рейффершейтд-Райц (1859—1897), дочь князя Гуго Карла Зальм-Рейффершейтда и княжны Елизаветы Лихтенштейн. Брак был бездетен и аннулирован 1880 году.
2-я жена с 17 августа 1892 года графиня Франциска Ксавьера фон Аттемс (1861—1893) дочь графа Антуана фон Аттемс-Гиллейс и Марии фон Хадегг ауф Глац. Супруги имели одного сына:
- Антоний (1893—1965), в 1939—1945 годах — работник Международного Красного Креста в Женеве, в 1960 году создал фонд имени Карла Лянцкоронского в Швейцарии

3-я жена с 14 июля 1897 года графиня Маргарита фон Лихновски (1863—1957), дочери князя Карла фон Лихновски и принцессы Марии фон Крой-Дюльмен. Их дети:
- Каролина (1898—2002)
- Аделаида (1903—1980)

В 1967 году сестры Каролина и Аделаида переименовали фонд в фонд имени Лянцкоронских, который оказывает финансовую поддержку польским культурным институтам.

## Почести
Наследственный член палаты господ в рейхсрате Австро-Венгрии, вице-президент организации культурной обороны в Галиции, кавалер Ордена Золотого руна (1903), Мальтийского ордена и Ордена Возрождения Польши (1928).